# 청도 노씨
청도 노씨(淸道盧氏)는 경상북도 청도군을 본관으로 하는 한국의 성씨이다.
시조는 노윤창(盧允昌)이라는 인물로, 조선에서 문과에 급제하여 군수(郡守)를 지냈다고 한다. 

## 참고 자료
- “청도노씨(淸道盧氏)”. 뿌리를 찾아서.[깨진 링크(과거 내용 찾기)]